# Museo civico (Mirandola)
Il museo civico è un museo ospitato nel castello dei Pico a Mirandola, in provincia di Modena, dedicato all'archeologia del territorio, committenze religiose, antichi arredi e quadri, monete e medaglie della zecca dei Pico. Il museo è altresì arricchito da stampe dal XVI al XX secolo, vari beni provenienti dall'antico Monte di Pietà dei frati francescani e da una collezione di cimeli militari (armi, scudi ed armature dei secoli XV e XVI).
Dopo essere stato ospitato al secondo piano del Centro culturale polivalente presso l'ex convento dei gesuiti, il museo civico è stato riallestito nel novembre 2008 presso il castello dei Pico.
Il museo è attualmente chiuso per inagibilità a seguito dei gravi danni riportati in seguito al terremoto dell'Emilia del 2012 e la sua collezione è stata temporaneamente spostata presso il Palazzo ducale di Sassuolo.

## Storia

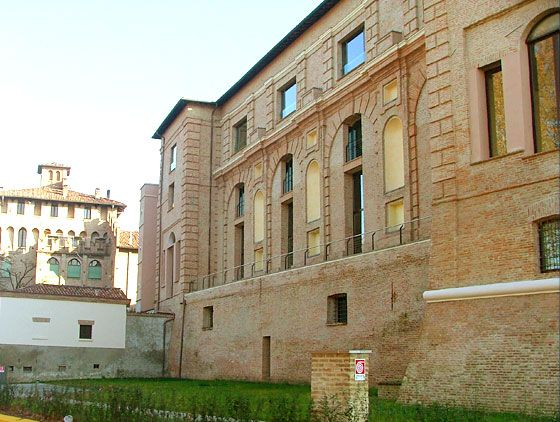
La galleria nuova del castello, fatta costruire da Alessandro II Pico per ospitare importanti opere d'arte

Nel 1668, durante il periodo di maggior splendore del Ducato della Mirandola, il duca Alessandro II Pico fece edificare al centro del castello dei Pico l'imponente Galleria Nuova, affrescata da Biagio Falcieri e predisposta per accogliere la preziosissima quadreria composta da oltre 300 opere d'arte di artisti straordinari quali Leonardo da Vinci, Raffaello, Caravaggio, Tiziano e molti altri, acquistata a Verona nel 1688. Molti di questi capolavori andarono perduti con il devastante scoppio del torrione del 1714, mentre altre opere (tra cui molti ritratti dei Pico e le tele dei cicli pittorici Età del mondo e Storia di Psiche di Sante Peranda) furono trasferiti nel 1716 dalle autorità asburgiche verso il Palazzo Ducale di Mantova destinato a sede di rappresentanza del governo austriaco. I dipinti, i marmi e gli arredi dei Pico finirono, dove si trovano tuttora, per ornare le gigantesche e vuote sale del palazzo mantovano; altre opere si trovano esposte presso la Galleria Estense a Modena.

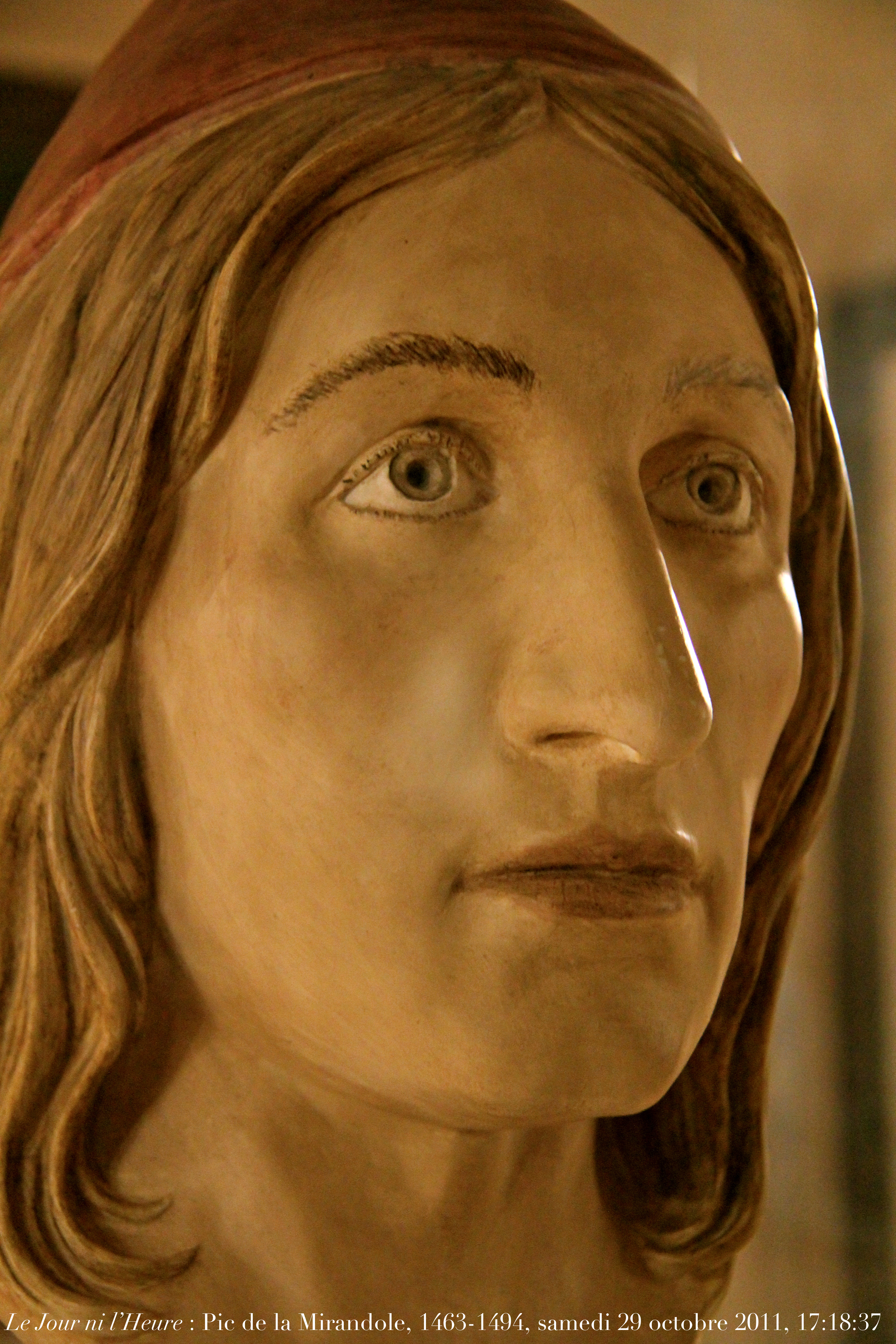
Il volto di Giovanni Pico della Mirandola ricostruito con metodo scientifico, basandosi sullo scheletro originale del filosofo sepolto a Firenze

Il museo civico moderno venne fondato nel 1963, successivamente alla mostra organizzata in occasione del cinquecentenario della nascita di Giovanni Pico della Mirandola che per la prima volte riunì molte opere d'arte e cimeli prima dispersi in vari uffici comunali o giacenti nel magazzino e nell'archivio storico comunale. La prima parte della mostra riguardò l'iconografia dei prìncipi Pico dal XV al XVIII secolo e dei duchi estensi che entrarono in possesso della Mirandola nel 1710 (35 dipinti e tre sculture), oltre ad alcune pale d'altare provenienti dalle chiese mirandolesi. La seconda parte era relativa alla zecca dei Pico e alla medaglistica della corte dei Pico.
Il museo venne annesso alla biblioteca comunale, all'epoca situata nell'ex collegio francescano di piazza Giuseppe Garibaldi; nel 1983 l'intero sistema culturale-museale venne trasferito nell'ex collegio dei gesuiti in via Francesco Montanari. Nel novembre 2008, a seguito del recupero del castello dei Pico, il museo civico venne riallestito e riorganizzato nell'attuale sede del castello.
Il 25 febbraio 2012 il museo civico di Mirandola ottenne dall'Istituto per i beni artistici culturali e naturali della Regione Emilia-Romagna il riconoscimento di "museo di qualità" per la «capacità di adeguarsi con sensibilità alle esigenze dei fruitori e di viversi come istituzione aperta, dialogante e in continua evoluzione». Pochi mesi dopo, il 20 maggio 2012, un violento terremoto ha danneggiato gravemente il castello, rendendo inagibile il museo civico, che da allora è chiuso in attesa di essere recuperato. Tutta la collezione cartografica e le monete d'oro sono state trasferite temporaneamente nel caveau della banca UniCredit di Modena, mentre la quadreria è momentaneamente ospitata presso il palazzo ducale di Sassuolo.

## Esposizione

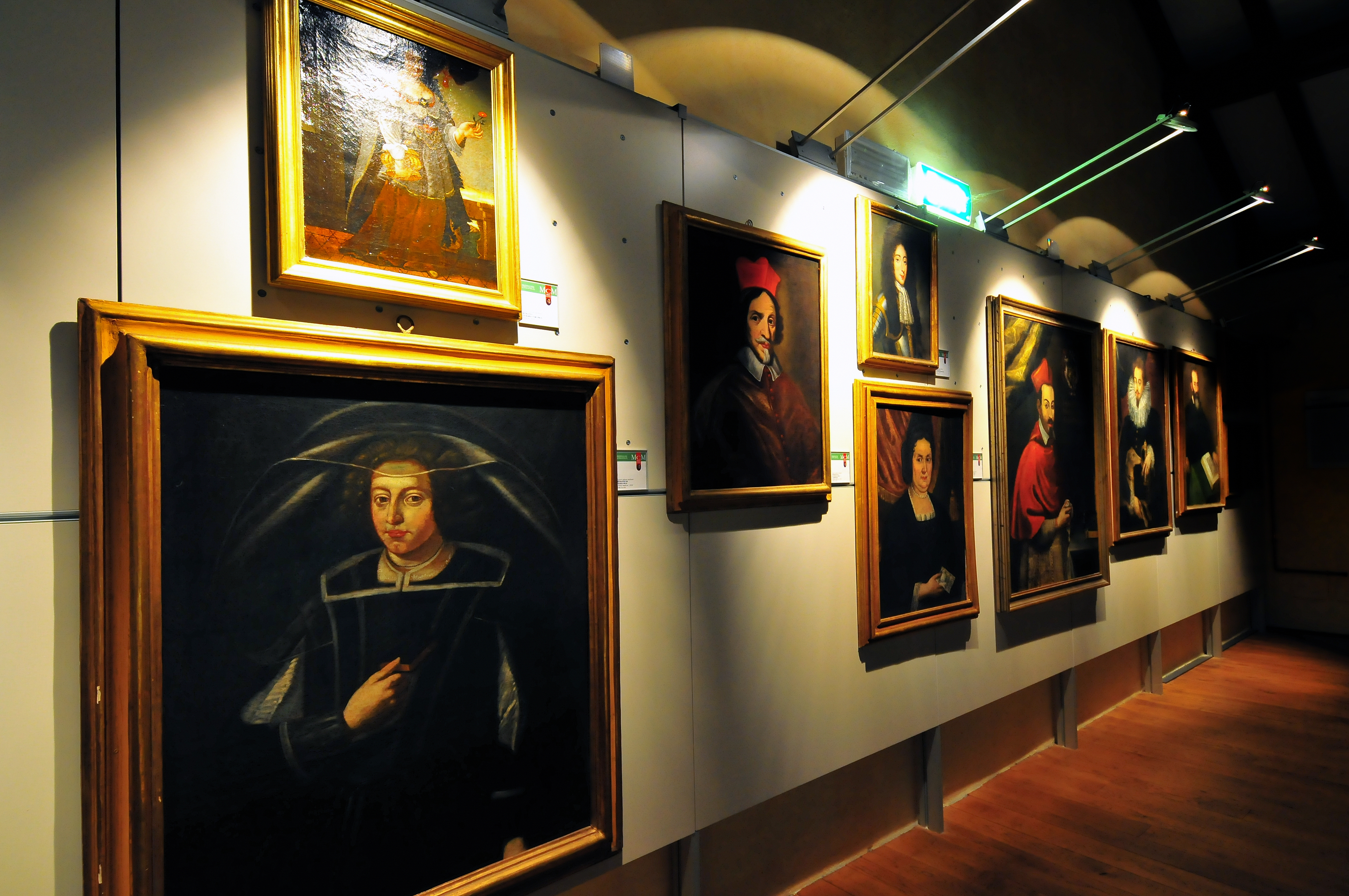
La quadreria dei Pico

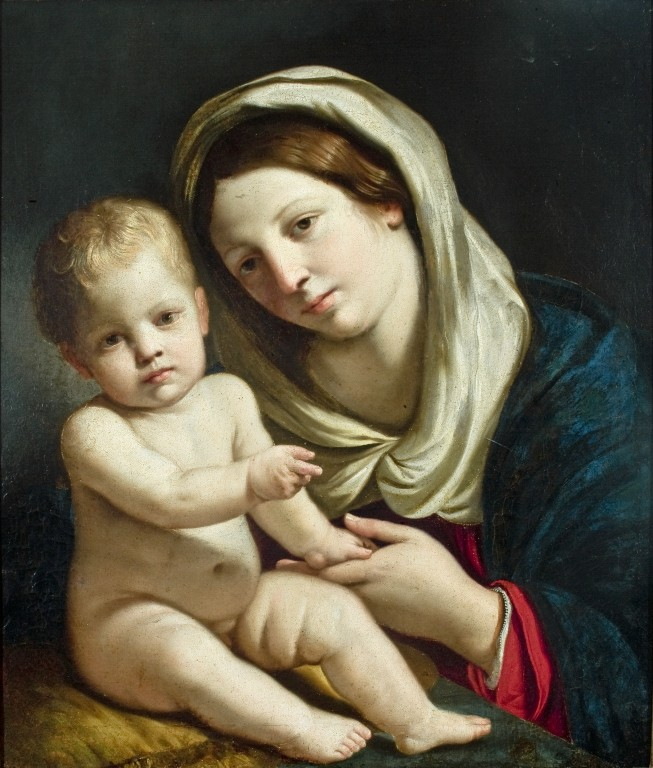
Madonna con bambino (attribuita al Guercino)

Le collezioni del museo civico si articolano in un percorso suddiviso in dodici sezioni, a cui si affianca uno spazio per la didattica museale:
1. Archeologia;
2. Le committenze religiose;
3. Il legato Rosselli;
4. La numismatica: monete, medaglie e la zecca dei Pico;
5. Mirandola e i Pico. La signoria, la corte, la città fino all'inizio del XVIII secolo;
6. L'illustre parentela: i principi di Casa d'Este;
7. Nella Mirandola dopo i Pico: ritratti tra Settecento ed Ottocento;
8. Giovanni Pico della Mirandola e Giovan Francesco Pico;
9. La stanza della musica;
10. Il legato Costantini;
11. Nei sacri recinti del credito: il Monte di Pietà di Mirandola;
12. Il mestiere delle armi.

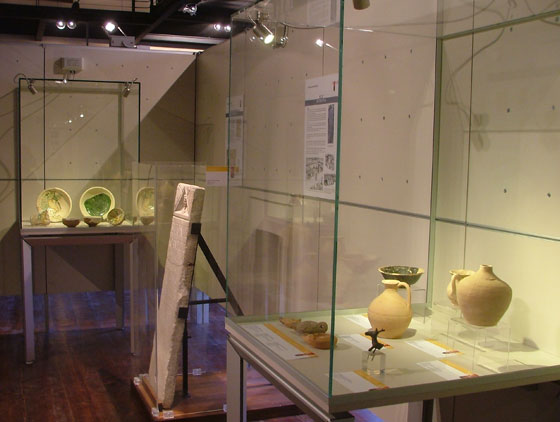
Sezione archeologica
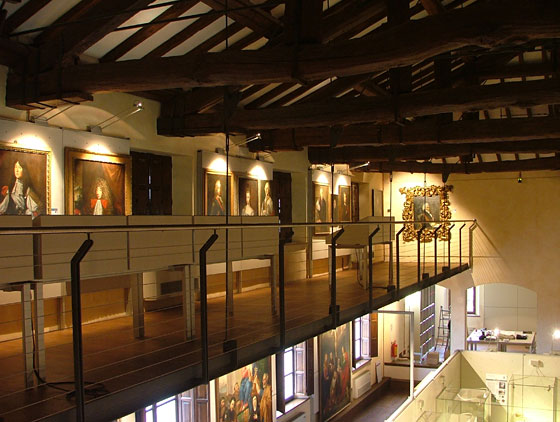
Pinacoteca
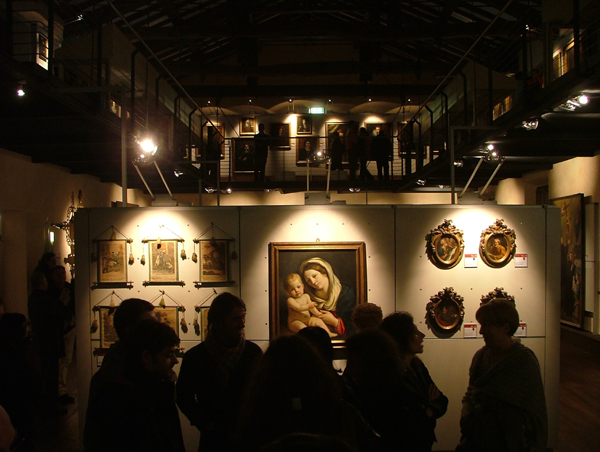
Opere del legato Rosselli
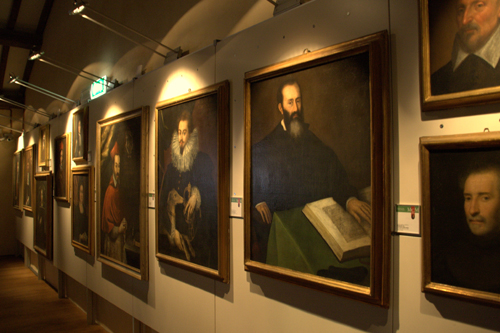
Ritratti di cortigiani

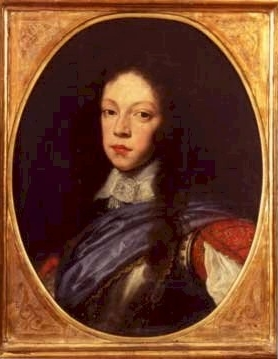
Justus Sustermans, Ritratto di Alfonso IV d'Este (1650-1660)

Nel museo sono esposti centinaia tra dipinti, monete, stampe, mobili, documenti e reperti archeologici, che raccontano la storia di Mirandola e del suo territorio fin dall'epoca preromana.
La consistente quadreria, include dipinti e ritratti di diversi esponenti della casata dei Pico (che governò la città dal 1311 al 1711), tra cui opere di Sante Peranda (seguace del Tintoretto), Justus Sustermans, Pietro Faccini, Pier Francesco Cittadini (detto il Milanese) ed altri artisti di corte. Sono altresì esposti reliquiari, arredi e dipinti provenienti da chiese mirandolesi, inclusa una Madonna col bambino attribuita al Guercino.
La sezione museale dedicata alla numismatica espone una ricca collezione di monete romane e della zecca di Mirandola (attiva tra il 1515 e l'inizio del XVIII secolo), oltre a numerose medaglie, fra cui alcune realizzate da Pisanello e Nicolò Fiorentino, autore quest'ultimo di una nota medaglia con l'effige di Giovanni Pico della Mirandola.
Nella sezione archeologica sono presenti numerosi reperti che testimoniano la presenza umana nel territorio mirandolese almeno fin dall'età del bronzo e dalla civiltà delle terramare, oltre che in epoca romana. Altri reperti esposti includono ceramiche, vasi e maioliche risalenti dall'alto medioevo al Rinascimento.
Al piano terra, di fianco alle antiche prigioni del castello, è presente uno spazio per mostre temporanee.